# Azaila

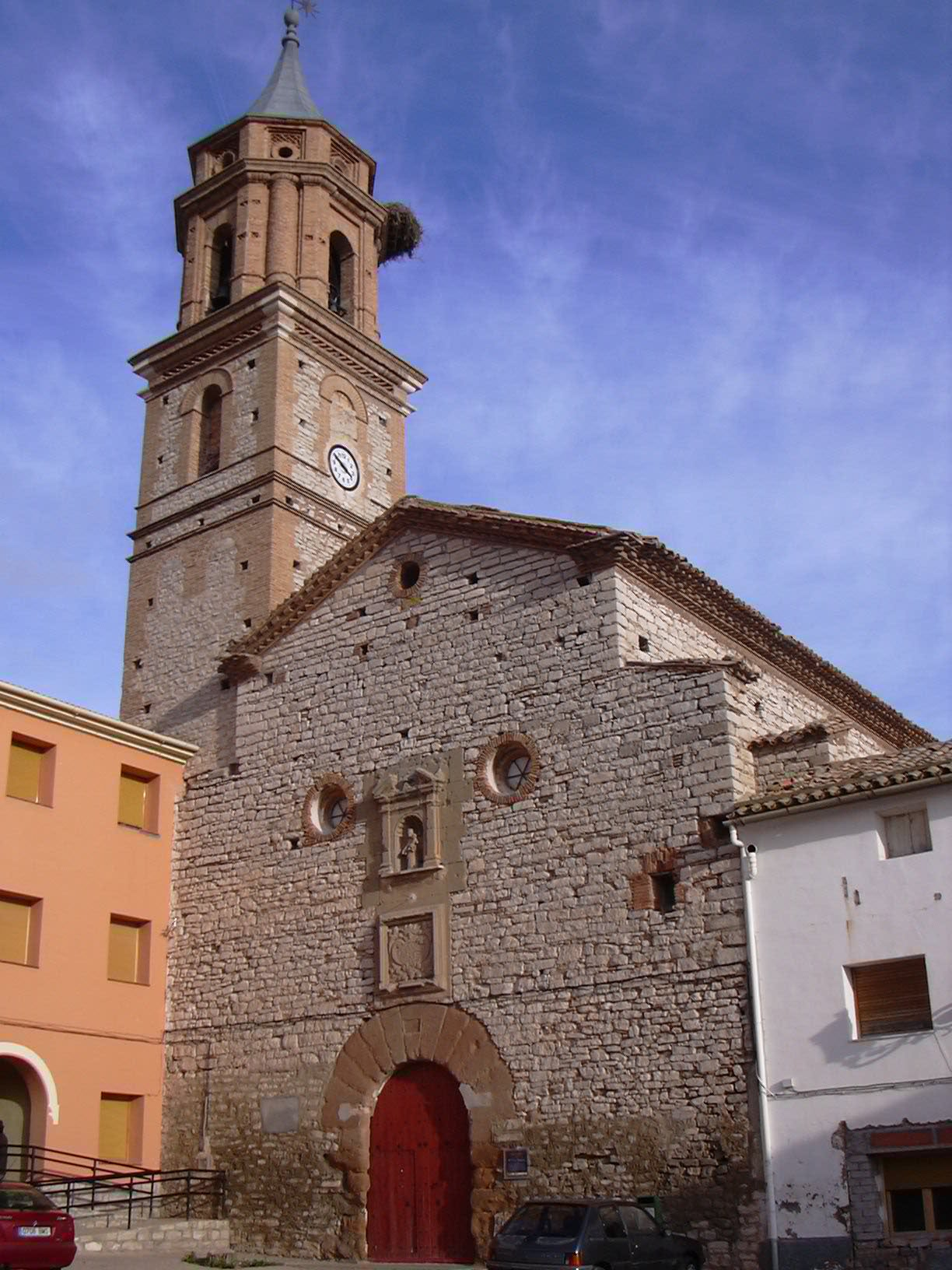
Església parroquial d'Azaila.

Azaila és un municipi de la província de Terol, al marge dret del riu Aguasvivas, a la comarca del Baix Martín, a la Comunitat Autònoma d'Aragó, Espanya. El 2023 tenia 98 habitants, una pèrdua de 57 habitants des de 2008. Té una extensió de 81,44  km². En la rodalia hi ha el poblat celtiber de Cabezo de Alcalá.

## Història
Els primers nuclis de població de la zona són al poblat del Cabezo de Alcalá, en direcció a Vinaceite, al costat del riu Aguasvivas. Aquest poblat iber ha estat objecte de diverses excavacions arqueològiques, que han donat prou informació per poder afirmar l'existència de tres ocupacions successives. Una primera d'origen centreeuropeu (segle vii aCfins a 218 aC), la següent correspondria amb la iberització i l'última pertany al període de romanització de tota la península que s'estén del 218 aC l'any 72 aC. Es va destruir cap als anys 76-72 aC durant les guerres sertorianes, malgrat que no hi ha unanimitat entre autors, com que altres estudis ho retarden fins a l'any 49 aC després de la batalla d'Ilerda.
Hi ha una necròpolis medieval cristiana, prop de les restes d'una petita fortalesa medieval, datada entre els segles xiii i xvi.
D'època musulmana no hi ha gaire constància, excepte el fet que el seu topònim és d'origen àrab, que significa «la plana». En els textos medievals s'escriu Zaylla. Després de l'ocupació aragonesa el rei  Pere II va donar l'any 1196 la vila a Gastón de Castellote. Més tard va passar als seus hereus i va pertànyer a aquesta família fins a l'any 1283.
Se sap que a la fi del segle xiv pertanyia a Gastón de Rueda i que eln 1610 era propietat de Pere de Lanuza.
Administrativament Azaila va pertànyer a la Sobrecollida de Saragossa entre 1488 i 1495, a la Vereda de Saragossa en 1646 i al Corregimiento d'Alcanyís entre 1711 i 1833. El seu estatus de lloc és documentat a 1495 i 1785, i amb ajuntament propi, aproximadament des de 1834. Pertanyia al partit judicial de Híjar fins que el 1965 va passar al partit judicial d'Alcanyís. Més tard, amb la nova ordenació comarcal establerta per la Diputació General d'Aragó, va passar a la comarca del Baix Martín.

## Patrimoni
Dins del seu patrimoni destaca, a més del jaciment de Cabezo de Alcalá, l' Església parroquial de Nostra Senyora del Rosari. Segons estudis de Pascual Madoz a mitjan segle xix iAntonio Ubieto Arteta en el seu inici era dedicada a Sant Pere Màrtir, i data del segle xvii.
L'església segueix l'estil barroc i va ser finançada els ducs d'Híxar, raó per la qual llur escut s'ha posat damunt de la porta d'accés. La fàbrica és de maçoneria i maó. Presenta nau única amb coberta de  volta de mig canó i és il·luminat per unes llunetes.
El conjunt es completa amb un campanar, de cinc cossos, situat a la capçalera de l'església.